# Gökboet
Gökboet (originaltitel: One Flew Over the Cuckoo's Nest) är en roman av Ken Kesey, skriven 1959 och utgiven 1962. Boken utspelar sig i ett mentalsjukhus i Oregon, USA och kan betraktas som en studie både över institutionsmiljöer, över människan som sådan och över samhället. Historien berättas av Chief Bromden – en nordamerikansk urinvånare som låtsas vara dövstum – som innehar huvudrollen i hela berättelsen.

## Filmatisering
Miloš Forman redigerade 1975 filmen Gökboet. Till skillnad från boken är det inte Chief Bromden som har huvudrollen, utan Randle McMurphy som spelas av Jack Nicholson. Han vann en Oscar för detta.